# پل داخل شهر آبگرم
پل داخل شهر آبگرم مربوط به دوره قاجار است و در شهرستان بوئین‌زهرا، بخش آبگرم، روستای آبگرم واقع شده و این اثر در تاریخ ۱۱ مرداد ۱۳۸۴ با شمارهٔ ثبت ۱۲۵۸۰ به‌عنوان یکی از آثار ملی ایران به ثبت رسیده است.